# Stopplaats Reet
Reet (verkorting Ret) is een voormalige stopplaats aan de spoorlijn Arnhem-Nijmegen bij Reeth. De stopplaats was geopend van 15 juni 1879 tot 9 mei 1919.